# ويكيبيديا التتارية القرمية
ويكيبيديا التتارية القرمية هي النسخة باللغة التتارية القرمية من موسوعة ويكيبيديا المجانية على الإنترنت. تمت كتابة المقالات في الأصل في حاضنة ويكيميديا، وتم إنشاء ويكيبيديا التتارية القرمية في 12 يناير 2008.

## إحصائيات
| تتار القرم         | تتار القرم |
| ------------------ | ---------- |
| مقالات             | 28٬541     |
| ملفات              | 0          |
| التعديلات          | 233٬113    |
| المستخدمين         | 34٬140     |
| المستخدمون النشطون | 40         |
| المشرفين           | 2          |

اعتبارًا من أغسطس 2024، تحتوي ويكيبيديا التتارية القرمية القرم على 28٬541 مقالة.  
المشكلة الرئيسية للمشروع هي نقص المتطوعين. يتم إجراء الغالبية العظمى من التعديلات من قبل العديد من المتطوعين، وليس أي منهم متحدثًا أصليًا.

### مراحل التطور
- 12 يناير 2008 — مقالة واحدة
- 21 يناير 2008 — 557 مقالة
- 20 أكتوبر، 2009 — 1000 مقالة [8]
- 30 يناير، 2010 — 1,405 مقالة
- 16 مايو، 2014 — 4,035 مقالة
- يونيو 2021 — 10,000 مقالة

## روابط خارجية
- قائمة ويكيبيديا وترتيبها حسب عدد المقالات
- إحصائيات ويكيبيديا تتار القرم
- تقرير تحليل حركة مرور ويكيميديا - مشاهدات صفحة ويكيبيديا لكل بلد
- تتار القرم ويكيبيديا باللغة التتارية القرمية
- نسخة الجوال من ويكيبيديا تتار القرم باللغة التتارية القرمية